# Ricochet Rabbit & Droop-a-Long
Ricochet Rabbit & Droop-a-Long (br: Coelho Ricochete) são personagens de uma série de desenhos animados da Hanna-Barbera, que apareceram pela primeira vez como um dos segmentos do programa de Maguila, o Gorila (1964-1967). Passava junto com Matracatrica e Fofoquinha e Bacamarte e Chumbinho. Depois mudou para show do Peter Potamus.
O coelho Ricochete era um xerife do Velho Oeste. Seu nome vinha do fato dele correr em alta velocidade (só se via um borrão), ricocheteando em objetos. Quando corria ele falava "Bing-Bing-Bing! Coelho Ricochete". Seu parceiro era Bláu-Bláu, um coiote que usava um chapéu amassado e atravessado na cabeça, característico dos sidekicks atrapalhados dos filmes de western dos anos 40. Apesar de corajoso, Bláu-Bláu era lerdo e azarado, nunca conseguindo ajudar seu companheiro xerife. Uma das gags era quando ele sacava seu revólver e esse se desmanchava todo. 
Além da velocidade, o Coelho Ricochete tinha como arma secreta, balas especiais que sempre surpreendiam os vilões.

## Episódios[2]

### Show de Maguila, o Gorila
| Ep. | Título original              | Título                             |
| --- | ---------------------------- | ---------------------------------- |
| 1   | "Atchison Topeka & Sam Jose" | "Topeka e São José Largando Brasa" |
| 2   | "Good Little Bad Guy"        | "Ordinário mas Bonzinho"           |
| 3   | "Craddle Robber"             | "Um Bebê Manjado"                  |
| 4   | "West Pest"                  | "Peste do Oeste"                   |
| 5   | "T.V. Show"                  | "TV Show"                          |
| 6   | "Annie Hoaxley"              |                                    |
| 7   | "School Daze"                | "Procurados Para a Escola"         |
| 8   | "Sheepy Wolf"                | "É Louco o Lobo"                   |
| 9   | "Big Thinker"                | "O Grande Roubo"                   |
| 10  | "Two Too Many"               | "Os Dois Iguaizinhos"              |

### Show de Peter Potamus
| Ep. | Título original                    | Título                               |
| --- | ---------------------------------- | ------------------------------------ |
| 1   | "Bad Guys Are Good Guys"           | "Maus Sujeitos São Bons Sujeitos"    |
| 2   | "Itchy Finger Gunslinger"          | "O Pistoleiro de Dedos Leves"        |
| 3   | "Clunko Bunko"                     | "Clunko Bunko"                       |
| 4   | "Slick Quick Gun"                  | "Mais Veloz do que o Xerife"         |
| 5   | "Mostly Ghostly"                   | "O Fantasma"                         |
| 6   | "Will O´The Whip"                  | "Enroscados no Chicote"              |
| 7   | "Cactus Ruckus"                    | "A História"                         |
| 8   | "Rapid Romance"                    | "Um Rápido Romance"                  |
| 9   | "El Loco, Loco, Loco, Loco Diablo" | "O Louco, Louco, Louco, Louco Diabo" |
| 10  | "Big Town Show Down"               | "Cidade do Sossego"                  |
| 11  | "Space Sheriff"                    | "O Xerife do Espaço"                 |
| 12  | "Red Riding Ricochet"              | "O Chapeuzinho Vermelho"             |
| 13  | "Jail Break-In"                    | "Fuga para a Cadeia"                 |

## Dubladores

### Nos Estados Unidos
- Coelho Ricochete: Don Messick
- Blau-Blau: Mel Blanc

### No Brasil
- Coelho Ricochete: Olney Cazarré
- Blau-Blau: Ary de Toledo (1ª voz) / Older Cazarré (2ª voz)
- Estúdio de dublagem: Arte Industrial Cinematográfica (AIC) - São Paulo